# Взрыв на пороховом заводе «Эластик»
- Взрыв на пороховом заводе «Эластик» (2021)
- Взрыв на пороховом заводе «Эластик» (2025)